# هوائي خلية اتصال

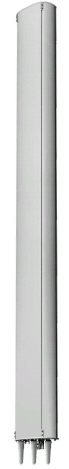
نموذج لهوائي خلية اتصال مستخدم غالبا لدى مزودي الجي إس إم

يشكل هوائي خلية اتصال نوع من هوائيات تبادل الموجات الصغرية بشكل دائري . 60°, 90° 120° 

## التصميم
يتم ربط الهوائي الظاهر أعلاه بموصل أر إيف أساسه الكابل المحوري، وعند تجهيزها من أجل العمل في الخارج يتم إعداد الشاشة العاكسة من الألومنيوم أما الأجزاء الخارجية فتتكون من قبة رادار لدائن مدعمة بألياف زجاجية لضمان عملها تحت مختلف الظروف الجوية.
يُعتبر المؤرض مهم جدا بالنسبة لهوائي خلية الاتصال لضمان سير التيار المستمر تحت الأرض.

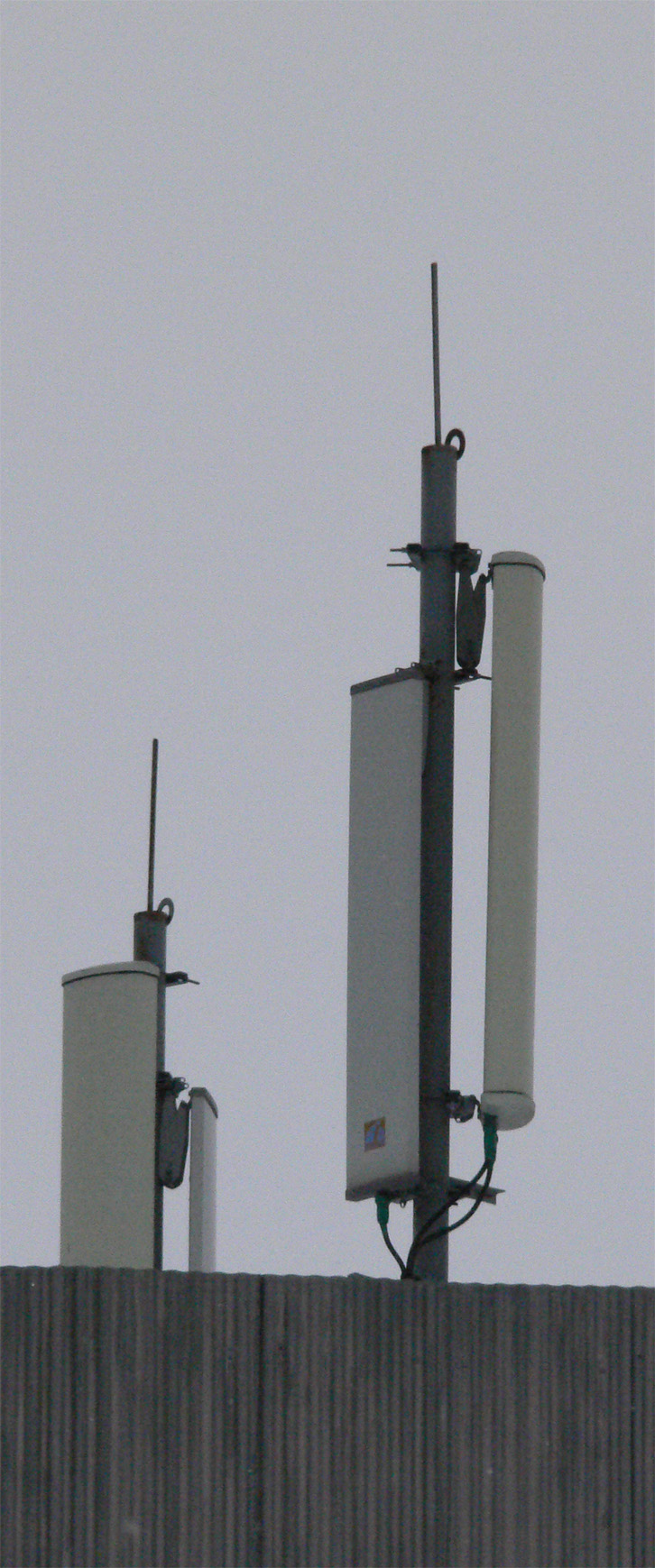
هوائي خلية اتصال متبت على عمود قصير

تستخدم أغلب المواقع الخلوية هوائي خلية اتصال بزاوية 66° في الاتجاهات الثلات على مستوى عرض الشعاع الأفقي. مايعني أن قوة الإشارة عند زاوية ±33° تكافئ 3 ديسيبل 
تحدد نطاق وصول الإشارة بمدى زاوية توجيه هوائي خلية اتصال نحو الأرض والتي يمكن تعديلها إما عن طريق إرسال ميكانيكي يقوم بالمهمة يدويا أو عن طريق حاكوم يتحكم بانحراف الزاوية من تحت الأرض.

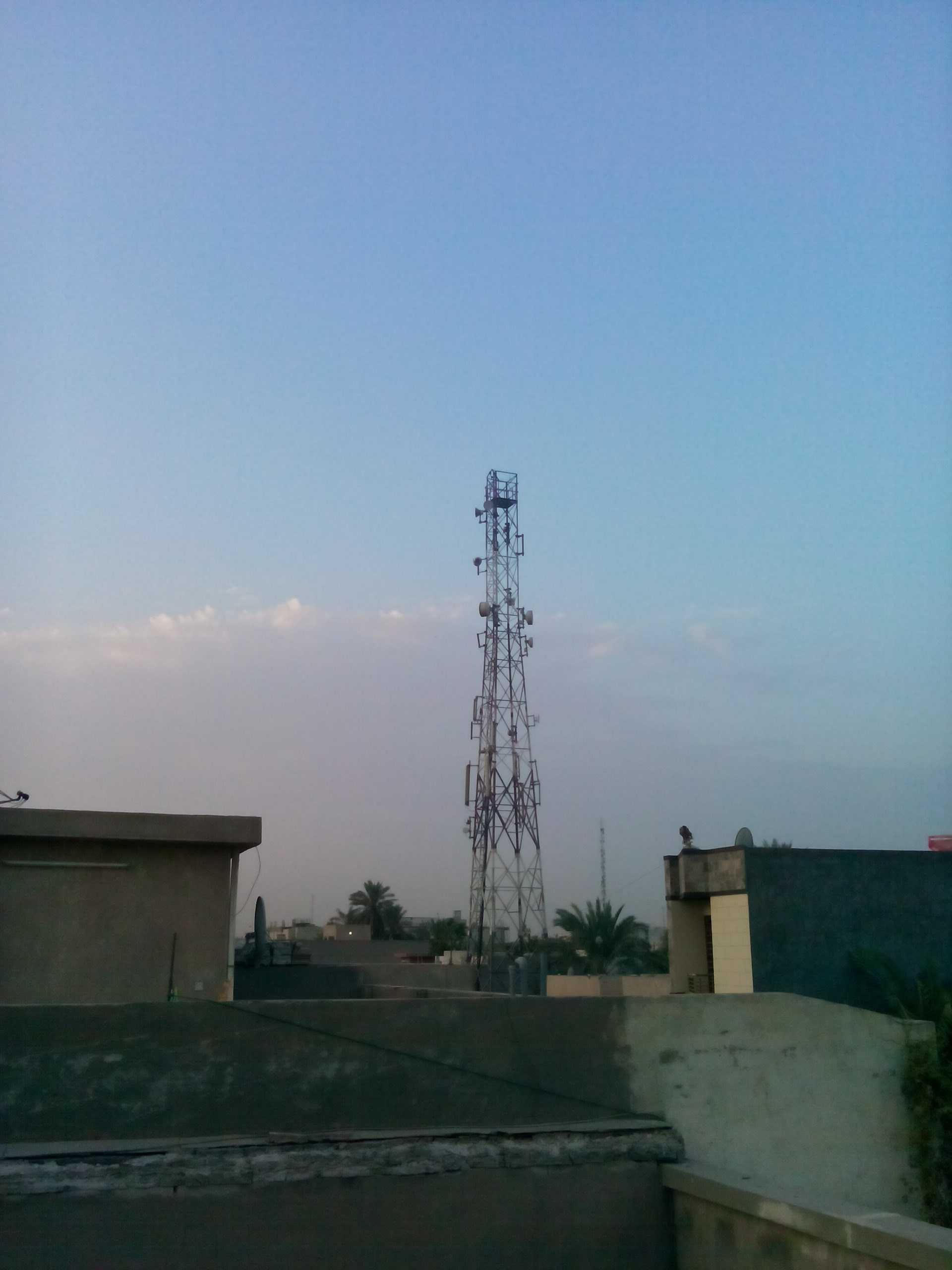
برج شبكة خلوية لخدمة الهاتف النقال في بغداد

## الاستخدام

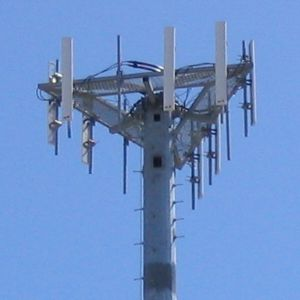
محطة قاعدة مزودة بعدد كبير من هوائيات خلية اتصال

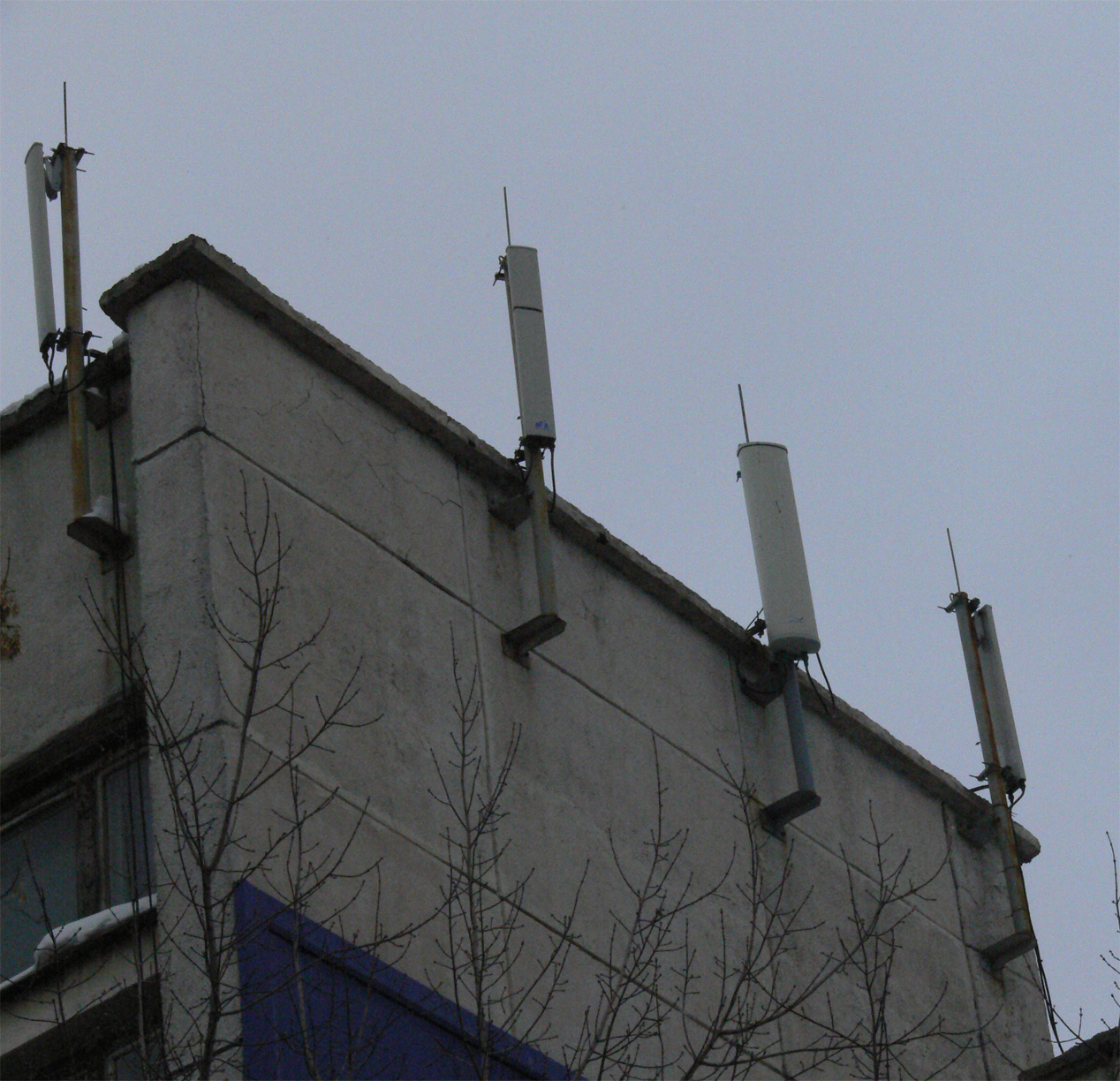
قد يتم تتبيت هوائي خلية اتصال في بنيان موجود أصلا دون الحاجة لنفقات البرج

لزيادة نطاق وصول إشارات هوائي خلية الاتصال يتم تتبيت عدة هوائيات في مختلف الاتجاهات، وفي أعلى نقطة ممكنة.
بمجرد تثبيت هوائي خلية اتصال على جسم ما (عمود، بناية...) فيبقى أمر توجيهيها إلى الزاوية الصحيحة أو مايسمى بالسمت وحتى زاوية الانحدار من الأمور الأساسية، وذلك لتفادي ضياع الطاقة الناتجة عن إرسال الإشارات في الجو على شكل مقوس دائري وتبادل البيانات بين الهاتف والهوائي بشكل سلس وفعالية الإشارات المرسلة. 
مكونات الهوائي تمنع تأثره بالعوامل الخارجية، لكن لا يحميها من الصواعق لذلك يتم تتبيت مانع الصواعق في أعلاها. 

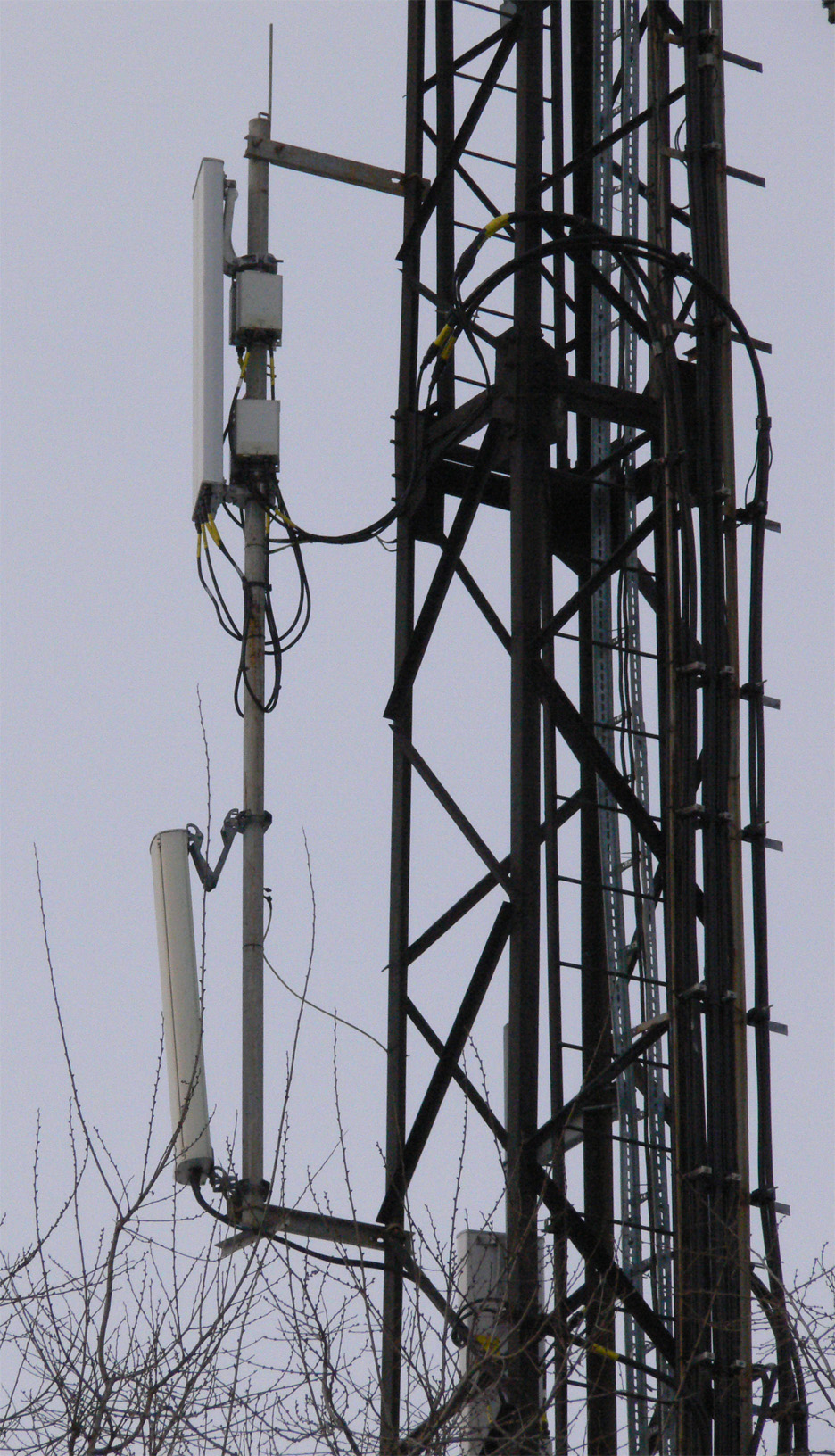
هوائيا خلية اتصال بزاوية انحدار مختلفة، فالتي في الأسفل تملك زاوية انحدار أكبر من التي في الأعلى

يساهم الاختيار المناسب لزاوية انحدار هوائي خلية اتصال في التقليل من تداخل الإشارات ضمن نطاق التغطية. غير أن المبالغة في زاوية الانحدار قد تؤدي لتقليل فعالية إشارة الهوائي ووسع نطاق التغطية.